# Gilberto Limón Enríquez
Gilberto Limón Enríquez (* 1956) ist ein mexikanischer Botschafter.

## Leben
Gilberto Limón Enríquez studierte internationale Beziehungen und machte ein Aufbaustudium der politischen Wissenschaften.
1985 war Gilberto Limón Enriquez Botschaftssekretär zweiter Klasse in Buenos Aires.
2010 ist Gilberto Limón Enríquez Stellvertreter der Botschafterin María Luisa Beatriz López Gargallo in Canberra, Australien.
Limón leitete die Kanzleien der Botschaften in Ecuador und Saudi-Arabien.
| Vorgänger                               | Amt                                                              | Nachfolger                  |
| --------------------------------------- | ---------------------------------------------------------------- | --------------------------- |
| Ángel Luis Ortiz Monasterio Castellanos | mexikanischer Botschafter in Bogotá 2003–2004                    | Jesús Mario Chacón Carrillo |
| María del Rosario Marta Peña Jaramillo  | mexikanischer Botschafter in Havanna 28. April–3. September 2005 | José Ignacio Piña Rojas     |